# Coppa Bossi
La Coppa Bossi era un torneo di Hockey su ghiaccio che si disputava al mese di agosto degli anni novanta ad Ambrì.

Il torneo ebbe origine nel 1987 per festeggiare il 50º della società, e venne in seguito ribattezzato in onore di Luciano Bossi, già giocatore e dirigente della squadra.

La competizione ha sempre avuto come teatro l'impianto de "La Valascia" e si disputava con la presenza di 3 squadre, oltre all'Ambrì Piotta padrone di casa.

Si giocava con la formula delle semifinali e della finale per il 3º e 1º posto.
Nell'edizione del 1993 vennero invitati i Devils Milano (denominati Milan per tutto l'arco dell'annata sportiva), i tedeschi del Preussen Berlino (con il canadese John Chabot, già 'ex' degli stessi Devils e dell'HC Milano) e gli svizzeri dell'Olten. Il torneo vide, in quell'anno, i rossoneri milanesi prima superare l'Olten e quindi il Preussen, in finale, aggiudicandosi così il trofeo.

Quella squadra, allenata in panchina da Dan Hober, avrebbe poi vinto anche il campionato italiano superando in cinque partite il Bolzano in finale.

Nell'edizione del 1999, giocata il 20 e 21 agosto, le compagini presenti, oltre ai padroni di casa, furono: HC Manchester, SC Langnau e Hockey Club Lugano.

Battendo il Lugano in finale per 4:2 l'Ambrì Piotta si aggiudicò il torneo.

## Albo d'oro
- 1993 Devils Milano (Milan Hockey)
- 1999 Ambrì Piotta